# 다 이루어질지니
《다 이루어질지니》(영어: Genie, Make a Wish)는 넷플릭스에서 2025년 10월 공개 예정인 대한민국의 판타지, 로맨틱 코미디 드라마이다.